# Nová Ves nad Nisou
Nová Ves nad Nisou je obec, která se nachází v okrese Jablonec nad Nisou v Libereckém kraji. Žije zde 891 obyvatel.

## Historie
První písemná zmínka o vesnici pochází z roku 1634.

## Části obce
- Nová Ves nad Nisou
- Horní Černá Studnice

## Doprava
V obci zastavují příměstské autobusy společnosti BusLine, zajíždějí sem i linky jablonecké městské dopravy. Pod obcí se nachází železniční zastávka na trati 036 z Liberce do Harrachova.

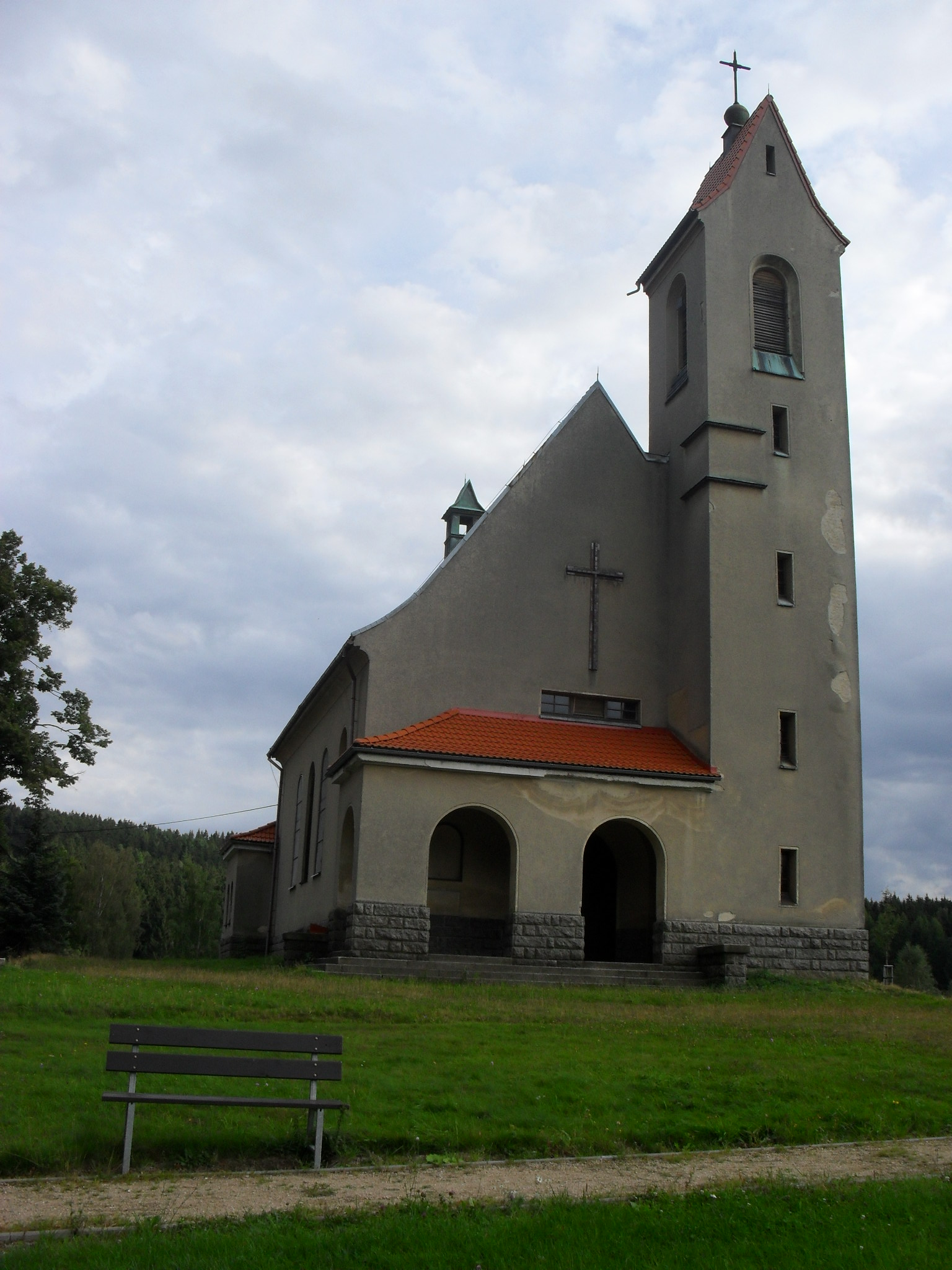
Kostel Panny Marie v Nové Vsi

## Pamětihodnosti
- Kostel Panny Marie Pomocnice křesťanů – katolický kostel z roku 1935
- Kostel Gustava Adolfa – odsvěcený evangelický kostel z roku 1935 (v parku nad koupalištěm)
- Nisanka – rozhledna z roku 2007
- Památkově chráněný kříž v místě zvaném U tří lip (proti domu če. 600)
- Památkově chráněný kříž v místě zvaném U křížku (severozápadně od stavení če. 543)
- Pramen Lužické Nisy s pamětním kamenem
- Trojice památných lip malolistých v místě zvaném U tří lip (poraženy v prosinci 2015)
- Památná lípa malolistá pod stavením čp. 92
- Památná lípa malolistá U Brynychů nad chalupou če. 648
- Novoveský vrch (669 m) s žulovými skalkami a balvany